# Bruno Furlan
Bruno de Oliveira Furlan (sinh 9 tháng 7 năm 1992) là một cầu thủ bóng đá Brasil thi đấu cho Vitebsk.

## Sự nghiệp
Anh thi đấu ở Dinamo Minsk mượn từ Atlético Paranaense.

### Thống kê sự nghiệp
(Correct as of ngày 16 tháng 10 năm 2010)
| Câu lạc bộ          | Mùa giải  | Giải VĐ Bang | Giải VĐ Bang | Série A | Série A | Copa do Brasil | Copa do Brasil | Copa Libertadores | Copa Libertadores | Copa Sudamericana | Copa Sudamericana | Tổng | Tổng |
| Câu lạc bộ          | Mùa giải  | Trận         | Bàn          | Trận    | Bàn     | Trận           | Bàn            | Trận              | Bàn               | Trận              | Bàn               | Trận | Bàn  |
| ------------------- | --------- | ------------ | ------------ | ------- | ------- | -------------- | -------------- | ----------------- | ----------------- | ----------------- | ----------------- | ---- | ---- |
| Atlético Paranaense | 2010      | 3            | 1            | 0       | 0       | -              | -              | -                 | -                 | -                 | -                 | 3    | 1    |
| Tổng cộng           | Tổng cộng | 3            | 1            | 0       | 0       | -              | -              | -                 | -                 | -                 | -                 | 3    | 1    |